# Carlo Cokxxx Nutten 3
Carlo Cokxxx Nutten 3 ist das elfte Soloalbum des Berliner Rappers Bushido. Es erschien am 13. Februar 2015 über das Label ersguterjunge als Standard- und Limited-Deluxe-Edition, inklusive zwei Bonussongs, Instrumentals, Schallplattenversion, T-Shirt und Comic.
Im Gegensatz zu den Vorgänger-Alben Carlo Cokxxx Nutten (mit Fler), Carlo Cokxxx Nutten II (mit Baba Saad) und Carlo Cokxxx Nutten 2 (mit Fler), die Bushido zusammen mit anderen Rappern aufnahm, ist Carlo Cokxxx Nutten 3 ein reines Soloalbum.

## Inhalt
Alle Lieder des Albums sind den Genres Gangsta-Rap und Battle-Rap zuzuordnen. Bushido disst dabei vor allem andere deutsche Rapper, wie seine ehemaligen Weggefährten Kay One und Fler, aber auch Casper, Curse und Nazar werden beleidigt. Herabwürdigende Erwähnung finden außerdem weitere Prominente, mit denen er Streit hatte oder die sich in der Vergangenheit negativ über ihn geäußert hatten, darunter Alice Schwarzer, Heinz Buschkowsky, Dieter Nuhr, Sami Khedira, Gregor Gysi, Joko Winterscheidt, Klaas Heufer-Umlauf, Kai Diekmann, Manuel Charr, Marcus von Anhalt und Serdar Somuncu.

## Produktion
Die meisten Songs wurden von Bushido selbst, sowie Beatzarre und Djorkaeff produziert. Auf einigen Liedern wurden sie zudem von B-Case bzw. Jeremia Anetor unterstützt.

## Gastbeiträge
Die beiden einzigen Gastauftritte des Albums stammen von dem Rapper Ali Bumaye, der im Skit sowie beim anschließenden Lied Schluss mit Gerede im Dialog mit Bushido zu hören ist.

## Covergestaltung
Das Albumcover zeigt die Buchstaben CCN sowie drei als Lines aus Kokain gelegte Striche, die die römische Zahl III ergeben, in Weiß auf schwarzem Untergrund. Das Cover, der auf 1.111 Stück limitierten "All Black Everything" Limited-Deluxe-Edition ist komplett schwarz gehalten.

## Titelliste
| #      | Titel                          | Gastmusiker | Produzent(en)                                 | Länge |
| ------ | ------------------------------ | ----------- | --------------------------------------------- | ----- |
| 1      | Intro                          |             | –                                             | 0:05  |
| 2      | Butterfly Effect               |             | Bushido, Beatzarre, Djorkaeff, Jeremia Anetor | 2:59  |
| 3      | Junge                          |             | Bushido, Beatzarre, Djorkaeff, B-Case         | 3:06  |
| 4      | Kommt Zeit kommt Rat           |             | Bushido, Beatzarre, Djorkaeff                 | 2:46  |
| 5      | Gangsta Gangsta                |             | Bushido, Beatzarre, Djorkaeff, B-Case         | 3:06  |
| 6      | Immer noch 2015                |             | Bushido                                       | 2:49  |
| 7      | POV                            |             | Bushido, Beatzarre, Djorkaeff, B-Case         | 2:57  |
| 8      | Tempelhofer Junge              |             | Bushido, Beatzarre, Djorkaeff                 | 3:26  |
| 9      | Wenn der Beat nicht mehr läuft |             | Bushido, Beatzarre, Djorkaeff                 | 3:34  |
| 10     | Sonny und die Gang             |             | Bushido, Beatzarre, Djorkaeff                 | 3:03  |
| 11     | Ich muss gucken wo ich bleib   |             | Bushido, Beatzarre, Djorkaeff, B-Case         | 2:57  |
| 12     | Lila Scheine lügen nicht       |             | Bushido, Beatzarre, Djorkaeff, B-Case         | 2:49  |
| 13     | Skit                           | Ali Bumaye  | Bushido                                       | 0:51  |
| 14     | Schluss mit Gerede             | Ali Bumaye  | Bushido, Beatzarre, Djorkaeff, Jeremia Anetor | 2:52  |
| 15     | Rap                            |             | Bushido, Beatzarre, Djorkaeff, Jeremia Anetor | 3:16  |
| 16     | Finishing Move                 |             | Bushido, Beatzarre, Djorkaeff                 | 2:42  |
| 17 (*) | Wenn dein Kiefer bricht        |             | Bushido                                       | 3:06  |
| 18 (*) | Human Centipede                |             | Bushido                                       | 2:32  |

(*) Die Lieder 17 und 18 sind nur auf der Limited-Deluxe-Edition enthalten.

## Chartplatzierungen
Carlo Cokxxx Nutten 3 stieg auf Platz 1 in die deutschen Albumcharts ein und konnte sich 13 Wochen in den Top 100 halten. Damit gelang Bushido seine sechste Nummer-eins-Platzierung mit einem Soloalbum in Deutschland. In den deutschen Jahrescharts 2015 belegte das Album Rang 28. Auch in Österreich und der Schweiz erreichte der Tonträger die Spitze der jeweiligen Albumcharts. 
In Deutschland, Österreich und der Schweiz erhielt Carlo Cokxxx Nutten 3 jeweils eine Goldene Schallplatte.
Auszeichnungen für Musikverkäufe
| Land        | Auszeichnungen; | Verkäufe |
| ----------- | --------------- | -------- |
| Deutschland | Gold            | 100.000  |
| Österreich  | Gold            | 7.500    |
| Schweiz     | Gold            | 10.000   |
| Insgesamt   | Gold 3 × Gold   | 117.500  |

## Rezeption
| Professionelle Bewertungen | Professionelle Bewertungen |
| -------------------------- | -------------------------- |
| Kritiken                   |                            |
| Quelle                     | Bewertung                  |
| Juice                      | [ 7 ]                      |
| laut.de                    | [ 8 ]                      |
| Backspin                   | [ 9 ]                      |
| rappers.in                 | [ 10 ]                     |

Die Internetseite laut.de bewertete das Album mit zwei von möglichen fünf Punkten und kritisierte, dass Carlo Cokxxx Nutten 3 sich teilweise wie die B-Seite des Vorgängers Sonny Black anhöre:

„Statt näher auf die Geschichte hinter dem Hass einzugehen, pöbelt Bushido munter weiter in jede erdenkliche Richtung. […] Was auf "Sonny Black" noch ungemein viel Spaß gemacht hat, klingt ein Jahr später aber enttäuschend müde, arg routiniert und so gut wie jeder Leidenschaft entbehrend. Hatte eine Handvoll Tracks den Vorgänger noch einigermaßen stilvoll ergänzt, wirkt der Rest eher wie dessen B-Seite. […] Rein musikalisch gibt es an "CCN 3" nichts auszusetzen: Beatzarre, Djorkaeff, Shindy und Bushido selbst adaptieren mit den technischen Möglichkeiten von heute den Sound von "damals". Wenige, aber gut eingesetzte Samples, düstere Streicher und harte Drums unterstreichen die bedrohliche Atmosphäre. Ansonsten lässt sich nicht nur wenig Positives, sondern überhaupt erschreckend wenig sagen.“

Die Internetseite rap.de gab Carlo Cokxxx Nutten 3 eine durchschnittliche Bewertung, wobei die Produktion gelobt, jedoch inhaltlich eine aufkommende Langeweile beschrieben wurde:

„Schon bei “Sonny Black” hatte Bushido schließlich die nachdenklichen Songs zuhause gelassen und sich strikt wieder dem gewidmet, was ihn einst groß gemacht hat: dem Pöbeln. Diese Linie wird auf “CCN3” sehr konsequent weiterverfolgt, so konsequent, dass sich ein gewisser Ermüdungseffekt nicht vermeiden lässt. […] Und nicht nur beim Hörer, auch bei Bushido selbst hat sich offenbar ein gewisser Gewöhnungseffekt eingeschlichen. So richtig wütend klingt das alles nicht mehr. Auch wenn gegen jede Menge Promis, Politiker, Komiker und natürlich auch Rapper geschossen wird – im Grunde klingt das Album sehr routiniert und ein bisschen gelangweilt. […] Ästhetisch ist “CCN3” großes Kino. Das fängt beim stilsicheren, simplen, aber aussagekräftigen Cover an, geht mit dem kurzen, aber ebenfalls aussagekräftigen Intro sowie das Skit mit Ali vor “Schluss mit Gerede” weiter und endet schließlich bei den Beats, die von der Viererbande Bushido, Shindy, Djorkaeff und Beatzarre hervorragend in Szene gesetzt wurden. Tatsächlich gelingt es mit dem Soundbild, den CCN-Flavor sehr originalgetreu einzufangen.“